# Clematis vinacea
Clematis vinacea är en ranunkelväxtart som beskrevs av Floden. Clematis vinacea ingår i släktet klematisar, och familjen ranunkelväxter. Inga underarter finns listade i Catalogue of Life.